# Elodes gredleri
Elodes gredleri is een keversoort uit de familie moerasweekschilden (Scirtidae). De wetenschappelijke naam van de soort werd in 1863 gepubliceerd door Ernst August Hellmuth von Kiesenwetter.